# 중수산화 나트륨
중수산화 나트륨 또는 중수소화 수산화 나트륨(Deuterium Sodium Hydroxide)은 화학식 'NaOD'의 화합물이다. 이 화합물은 동위원소인 수산화나트륨과 매우 유사한 회백색 고체로, 다른 중수소화 화합물의 생산에서 강염기 및 중수소 공급원으로 사용된다. 예시로, 염소수화물과의 반응에서는 중수소화된 클로로포름을 생성하고, 니트로소디메틸아민(Nitrosodimethylamine)과의 반응에서는 중수소화 유사체를 생성한다. 